# Джордж Грем
Джордж Грем (шотл. George Graham, нар. 30 листопада 1944, Баргедді) — шотландський футболіст, що грав на позиції нападника та півзахисника. По завершенні ігрової кар'єри — футбольний тренер. Відомий, зокрема, виступами за лондонський «Арсенал», а також національну збірну Шотландії.

## Ігрова кар'єра
В юності Джордж грав за місцеві команди «Свінтон», «Котбрідж Бойз» та молодіжну команду «Астон Вілли», з якою підписав перший професійний контракт на свій 17-й День народження у 1961 році. У бірмінгемському клубі він провів три сезони, зігравши, проте, всього 8 матчів в чемпіонаті за цей час і дійшов з командою до фіналу Кубка ліги 1962-63, де вони поступилися «Бірмінгему» з рахунком 1-3 за суммою двох матчів. У липні 1964 року за £5,000 його підписав «Челсі». За «аристократів» Грем забив 35 голів у 72 матчах чемпіонату та здобув з ними Кубок Ліги 1964-65, проте часто не міг знайти порозуміння з тогочасним тренером «Челсі» Томмі Дохерті.
У 1966 році тренер «Арсенала» Берті Мі шукав заміну Джо Бейкеру, тому вирішив підписати Грема, віддавши за нього £75,000 і Томмі Болдвіна на додачу. За «канонірів» Джордж дебютував 1 жовтня того ж року, не зважаючи на поразку у домашній грі з «Лестер Сіті», відразу завоював місце у основному складі команди. Він двічі ставав найкращим бомбардиром «Арсенала» в сезонах 1966-67 та 1967-68.
З «Арсеналом» Грем двічі доходив до фіналу Кубка Ліги в сезонах 1967-68 та 1968-69, а у 1970 здобув Кубок ярмарків. Джордж Грем був невід'ємною частиною легендарної команди, яка в сезоні 1970-71 виборола золотий дубль. Саме його гол приніс перемогу «канонірам» над «Ліверпулем» у фіналі Кубка Англії, хоча дехто приписує йому і перший гол, забитий Едвардом Келлі.
Вигравши дубль в Англії, Грем привернув увагу тренерського складу збірної Шотландії. Вперше до національної команди його викликали 13 жовтня 1971 року на гру проти Португалії. За наступні два роки він провів 12 матчів у футболці збірної, в яких забив три м'ячі. Останній матч за Шотландію Джордж провів 30 червня 1973 року проти збірної Бразилії.
З приходом в «Арсенал» півзахисника Алана Болла Грем припинив регулярно потрапляти до основи, тому у грудні 1972-го він перейшов у «Манчестер Юнайтед» за £120,000. Джордж відіграв два сезони за манкуніанців перед тим, як відправитися у Другий дивізіон Футбольної ліги, де форвард грав за «Портсмут» та «Крістал Пелес». Літо 1978 року Джордж Грем провів у штатівському клубі «Каліфорнія Серф».

## Кар'єра тренера

### «Мілволл»
Після завершення ігрової кар'єри Джордж Грем деякий час працював у тренерских штабах «Крістал Пелес» та «Квінз Парк Рейнджерс». 6 грудня 1982 року його було призначено головним тренером «Міллволла», який тоді знаходився на дні турнірної таблиці Третього дивізіону Футбольної ліги. Грем переламав ситуацію і завдяки йому клуб уникнув пониження у класі, а у сезоні 1984-85 навіть потрапив до Другого дивізіону Футбольної ліги. Після того, як тренер покинув «Мілволл», той зміг стати переможцем Другого дивізіону та потрапити у Перший в сезоні 1987-88.

### «Арсенал»
Досягнення Грема у «Мілволлі» привернули увагу великих клубів. У той час «Арсенал» саме шукав нового тренера у світлі звільнення Дона Гоу у березні 1986-го. Контракт з Джорджем Гремом було підписано 14 травня 1986 року після відмови Алекса Фергюсона зайняти цю посаду.
На момент призначення Джорджа Грема на нову посаду «Арсенал» не вигравав трофеїв з часів переможного кубка Англії 1978-79 і випав з переліку грандів англійського футболу. Грем відразу прийнявся очищати команду від представників старої гвардії і заміняти їх купленими або переведеними з молодіжного складу гравцями. Йому вдалося посилити дисципліну як у роздягальні, так і на полі. Спортивна форма команди так швидко покращилася, що Різдво 1986 року «каноніри» святкували на першому місці в чемпіонаті.
«Арсенал» фінішував четвертим у першому сезоні під керівництвом нового наставника, здобувши при цьому Кубок Ліги 1986-87. Попри програний фінал Кубка ліги 1987-88 «Лутону», команда продовжувала набирати форму у наступному сезоні. Грему вдалося встановити у захисті жорстку дисципліну за допомогою молодих Тоні Адамса, Лі Діксона, Стіва Боулда та Найджела Вінтерберна, які стали стовпами оборони «Арсенал» на наступне десятиліття. Та попри це «Арсенал» не був суто захисною командою; Джордж Грем ввів до її складу здібних півзахисників Девіда Рокастла, Майкла Томаса, Пола Мерсона та нападника Алана Сміта, чия плідна робота приносила «канонарам» більше 20 голів за сезон.
В кінці третього сезону під керівництвом шотландського наставника (1988-89) клуб оформив перше з 1971 року чемпіонство. Після четвертого місця в чемпіонаті в наступному сезоні Грем підписав голкіпера Девіда Сімена на шведського нападника Андерса Лімпара, які довели свою профпридатність в сезоні 1990-91, коли «Арсенал» знову став чемпіоном. Восени 1991 року за £2,500,000 був підписаний нападник «Крістал Пелес» Іан Райт.
Перший за 20 років європейський сезон для «Арсенала» став дуже коротким. Уже у другому раунді Кубка європейських чемпіонів англійців вибила «Бенфіка», тож лондонці пролетіли повз прибутковий груповий раунд. Сезон 1991-92 приніс ще більше розчарувань, коли «каноніри» в Кубку Англії поступилися скромному «Рексему». Тим не менш «Арсенала» зайняв четверте місце в чемпіонаті.
Після цього сезону Грем вирішив змінити тактику; він зробив ставку на захист та відмовився від напрацьованих атакувальних схем, що в першу чергу позначилося на кількості забитих голів. Так якщо з 1986 по 1992-й команда забивала у середньому 66 голів за сезон (забивши 81 у сезоні 1991-92), то з 1992-го по 1995-й забивалося 48 м'ячів у середньому за сезон, включно з 40 у сезоні 1992-93, коли клуб зайняв 10-те місце в чемпіонаті. Жодна команда у тому сезоні не забила манше «Арсенала».
У період тренерства Джорджа Грема «каноніри» вважалися спеціалістами з кубкових баталій. В сезоні 1992-93 «Арсенал» вперше здобув кубковий дубль, двічі здолавши «Шеффілд Венсдей» з однаковим рахунком 2-1: у фіналі Кубка ліги та у матчі-переграванні фіналу Кубка Англії. У наступному сезоні лондонці завоювали Кубок володарів кубків, перегравши у фіналі фаворита та дійсного володаря кубка «Парму» з рахунком 1-0.
У лютому 1995 року Джордж Грем став фігурантом гучного скандалу. Стало відомо, він отримав хабар від норвезького агента ФІФА Рене Хауге у розмірі £425,000 за трансфер Пала Лідерсена та Йона Єнсена. Його було звільнено з команди. Крім цього шотландець отримав штраф і річну дискваліфікацію.

### «Лідс Юнайтед»
Після закінчення дискваліфікації Грем у вересні 1996 року став головним тренером «Лідс Юнайтед». На цій посаді він змінив Говарда Вілкінсона. У той час «Лідс» перебував на 9-й позиції в чемпіонаті і фінішував у підсумку на 11-й сходинці. Джордж Грем продовжив сповідувати захисний стиль гри. У суммі «павичі» за сезон забили лише 28 голів — найменше у Прем'єр-Лізі. Проте залучення у міжсезоння до команди таких гравців як Джиммі Флойд Гассельбайнк дозволило «Лідсу» у сезоні 1997-98 забити удвічі більше, ніж у попередньому. У підсумку команда Грема зайняла 5-ту сходинку чемпіонату, що дало можливість виступати у кваліфікації Кубка УЄФА.

### «Тоттенгем Готспур»
У жовтні 1998-го, після двох років проведених у Лідсі, Джордж Грем перейшов на посаду головного тренера клубу «Тоттенгем Готспур». Всього лиш через п'ять місяців після початку роботи в команді, він привів її до перемоги над «Лестер Сіті» у фіналі Кубка Ліги 1998-99, що дозволило лондонцям виступати у наступному розіграші Кубка УЄФА. Незважаючи на перший за вісім сезонів завойований «Тоттенгемом» трофей, Грему так і не вдалося посісти з командою місце вище 10-го в чемпіонаті Англії. Шотландського тренера було звільнено 15 березня 2001 року невдовзі після придбання клубу компанією ENIC.

## Титули і досягнення
| «Астон Вілла»: - Кубок ліги - Фіналіст (1): 1962–63 «Челсі»: - Кубок ліги - Володар (1): 1964–65 «Арсенал»: - Чемпіонат Англії - Чемпіон (1): 1970–71 - Кубок Англії - Володар (1): 1970–71 - Кубок ліги - Фіналіст (2): 1967–68, 1968–69 - Кубок ярмарків - Володар (1): 1969–70 | «Арсенал»: - Чемпіонат Англії - Чемпіон (2): 1988-89, 1990-91 - Кубок Англії - Володар (1): 1992–93 - Кубок ліги - Володар (2): 1986–87, 1992–93 - Фіналіст (1): 1987–88 - Суперкубок Англії - Володар (1): 1991 - Кубок володарів кубків УЄФА - Володар (1): 1993–94 «Тоттенгем»: - Кубок ліги - Володар (1): 1998–99 |